# Frullato (musica)
Il frullato (in francese trémolo dental, in inglese flutter-tonguing, in tedesco Flatterzunge) è una tecnica di articolazione degli strumenti a fiato in cui l'esecutore fa frullare la lingua pronunciando continuativamente la lettera "r". L'effetto varia da strumento a strumento e anche in base alle dinamica, in un'escursione che va dal leggero mormorio del flauto dolce al suono simile al ruggito impiegato dai jazzisti.

## Notazione

Notazione del frullato

Nella notazione musicale viene di solito indicato con il simbolo usuale del tremolo insieme a un'indicazione scritta che esplicita l'esecuzione con frullato. Il nome tedesco "Flatterzunge" è spesso abbreviato in "Flz." o "Flt.". L'italiano "frullato" è a volte abbreviato in "frull". In inglese l'indicazione più comune è "f.t.".  Altre indicazioni che sono state utilizzate dai compositori sono: coupe de lange roulé, en roulant la langue, trémolo dental, trémolo avec la langue, trémolo roulé, vibrata linguale, vibrando, colpo di lingua, ecc.. Comunque, l'aggiunta di tre trattini di tremolo su qualsiasi valore ritmico senza altra indicazione è generalmente accettata.

## Uso
Uno dei primi usi del frullato si trova nel balletto Lo schiaccianoci di Pëtr Il'ič Čajkovskij. Nell'apertura dell'ultimo atto, Čajkovskij fa frullare i flauti per evocare la cascata del fiume di rosolio che compare quando Clara e lo Schiaccianoci vengono accolti nel Regno dei Dolciumi: l'effetto viene chiamato frullato, come faceva il flautista che ne parlò per primo a Čajkovskij, Alexander Khimichenko.
Il frullato da allora è stato impiegato in molte composizioni, in particolare al flauto traverso, al flauto dolce, al fagotto, alla tromba e al trombone, ma può essere applicato anche ad altri ottoni e legni. Divenne molto comune nel XX secolo, in particolare nella musica di Schönberg e Šostakovič, dove può avere un effetto terrificante o sarcastico, oppure, all'opposto, Benjamin Britten lo usa al flauto dolce in Noye's Fludde per imitare il tubare di una colomba, o in Curlew River al flauto traverso per evocare sia lo stato mentale della pazza che il chiurlo in cui lei si identifica.
Sia Gustav Mahler che Richard Strauss hanno sfruttato il frullato. Nel Don Chisciotte, Strauss imita il belato lontano delle pecore con il frullato ai corni. In particolare, usa l'indicazione "Zungenschlag" (colpo di lingua) in questo passaggio della Variazione II. Altrove nel brano utilizza invece il termine usuale tedesco "Flatterzunge". Anche Mahler ha impiegato questa indicazione tradizionale, ma anch'egli se ne allontanò nel finale della Seconda sinfonia, dove utilizza il termine "Zungenstoß" (botta di lingua). Sulle note lunghe, lo Zungenstoß che Mahler richiede ha l'effetto del frullato.
Il frullato è inoltre comune nel jazz, e in particolare è associato allo stile Dixieland o vaudeville. Cootie Williams era un maestro nel combinare la sordina a ventosa con il frullato creando effetti di domanda e risposta.

## Metodo
Il metodo tradizionale per produrre il frullato consiste nel pronunciare una polivibrante alveolare (una "r" italiana) sulla nota desiderata. Alcune persone hanno molta difficoltà o addirittura non riescono a produrre questa vibrazione, a volte a causa dell'anchiloglossia.
Il frullato uvulare consiste nel produrre il frullato con l'ugola, producendo una polivibrante uvulare (cioè la "r" francese).
Il frullato uvulare può essere impiegato anche quando una vibrazione alveolare può non essere appropriata, ad esempio nel registro grave del flauto, oppure quando si desidera un frullato più veloce. Può inoltre essere usato insieme ad altri tipi di articolazione.
Ciascuno dei modi richiede un volume d'aria maggiore rispetto al normale per ottenere l'effetto.